# Glaswaldsee (Naturschutzgebiet)
Glaswaldsee ist ein Naturschutzgebiet in den Naturräumen 152 Nördlicher Talschwarzwald und 153 Mittlerer Schwarzwald in Baden-Württemberg. Eine geologische Besonderheit ist der im Schutzgebiet liegende Glaswaldsee mit seinen über 100 m hohen und steilen, teilweise felsigen mit zum Teil urwaldartigem Charakter bestockten Karwänden. Auf den teilweise überrieselten Felsen sowie auf den Steinblöcken der Hänge finden sich reiche Moos- und Flechtengesellschaften. Der See gilt als einer der schönsten Karseen des Schwarzwalds.

## Geographie
Das Gebiet befindet sich zwischen den Orten Bad Peterstal-Griesbach westlich im Ortenaukreis und Bad Rippoldsau-Schapbach östlich im Landkreis Freudenstadt und reicht vom Glaswaldsee im Süden bis nördlich hoch zur Lettstädter Höhe (966,7 m ü. NHN).

## Steckbrief
Das Gebiet wurde per Verordnung am 2. März 1960 als Naturschutzgebiet ausgewiesen und hat eine Fläche von insgesamt 123,26 Hektar. Der flächenmäßig größte, östliche Anteil (101,30 ha) mit dem Glaswaldsee wird unter der Schutzgebietsnummer 2.023 beim Regierungspräsidium Karlsruhe geführt. Der westliche Teil mit 21,96 ha wird unter der Schutzgebietsnummer 3.057 beim Regierungspräsidium Freiburg geführt.
Das Naturschutzgebiet ist in die IUCN-Kategorie IV, ein Biotop- und Artenschutzgebiet, eingeordnet. Die WDPA-ID lautet 555552350, sie entspricht dem europäischen CDDA-Code und der EUNIS-Nr.
Der Glaswaldsee ist 2,7 Hektar groß und 11 Meter tief. Er besitzt keinen Verlandungsgürtel mit Schwingrasen oder Röhrichten wie die meisten Karseen des Schwarzwalds. Sie wurden vermutlich durch den Durchbruch des Karriegels oder durch die Holzflößerei zerstört.

## Geschichte
Der Glaswaldsee besitzt als Karsee einen doppelten Moränenwall. Dieser wurde 1743 durch zu große Schmelzwassermengen durchbrochen. Sie zerstörten im Tal mehrere Bauernhöfe. Der gebrochene Karriegel wurde 1843 mit einer Mauer wieder verschlossen. Nun konnte der Wasserstand reguliert werden. Das nutzte man im 18. und 19. Jahrhundert aus für die Holzflößerei auf der Wolfach.